# ホルン協奏曲 (モーツァルト)
ヴォルフガング・アマデウス・モーツァルトは、独奏ホルンと管弦楽のためにホルン協奏曲を複数残している。一般的には第1番から第4番までの4曲を作曲したとされるが、ほかにも未完成の断章がいくつかある。厳密に言えば、第1番も未完成作品と指摘されることがある。

## 概要
モーツァルトの友人でホルンの名手であったヨーゼフ・ロイトゲープ(Joseph Leutgeb、1732年-1811年)のために作曲されたと考えられている。一部の作品はジョヴァンニ・プント(Giovanni Punto、1746年-1803年)のために作曲されたとする説もある。
一般には「第1番」-「第4番」と番号付きで称されており、過去の研究では番号順に作曲されたと考えられていた。しかしながら近年の研究では第2番、第4番、第3番、第1番の順で作曲されたと考えられている。このため新全集版では番号は付けられておらず、単に「ホルンと管弦楽のための協奏曲」という名称にケッヘル番号が添えられるだけとなっている。
作曲年代順に4曲を並べて比較すると、前半の第2番・第4番より後半の第3番・第1番の方がホルンの音域的には易しく書かれている。第2番・第4番では最高音でE♭5（国際式表記の実音、以下同じ）が要求され、高い音へと駆け上がる技巧的なフレーズが多用されている。一方第3番では、高音がC5までしか使われず、音域の点では第2番・第4番より易しい。さらに最後に作曲された第1番では、曲全体の調性をそれまでの変ホ長調から半音下げてニ長調としており、高音はB♮ 4までしか出てこない。技術的には第3番よりさらに易しい。ロイトゲープが1792年に60歳で演奏家を引退していることから、こうした技術的易化傾向は、ロイトゲープの加齢による技量の衰えをモーツァルトが配慮したものであろうという指摘がある。
これらの協奏曲はバルブのないナチュラルホルンのために作曲された。音階や半音階は、右手の操作（ハンドストッピング）でしか実現できないものが含まれる。右手の操作を伴うため音色のムラが生じるが、「ハンドストッピングによる音色のムラを生かして作曲されている」と指摘されることが多い。
ロンド楽章の多くは、「狩りのロンド」と呼ばれている。8分の6拍子であり、狩りのリズムを利用した旋律となっている。

## 第1番 ニ長調 K. 412/514 (386b)
ホルン協奏曲第1番 (モーツァルト)を参照
以下の2つの楽章から成る。
1. アレグロ、ニ長調、4分の4拍子。
2. ロンド：アレグロ、ニ長調、8分の6拍子。

管弦楽の編成は、オーボエ2本・ファゴット2本と弦楽合奏。ただしロンド楽章は「初稿」では管楽器なし（これは後述の通り未完成のためと推測される）、「改訂稿」では、ファゴットが使われない（オーボエ2本のみ）。
緩徐楽章を持たない2楽章形式は、古典派の協奏曲としては極めて異例である。一般的な急-緩-急の3楽章形式を意図して着手されたが、中間楽章が作曲されずに終わったのだろうと考えられている。
「ロンド」の楽章には2種類の譜面が残されている。一方は曲の構成は最後まで完成しているものの、独奏パート以外の伴奏の大部分が未完成であり、初稿と呼ばれる。もう一方は伴奏を含めてすべて完成しているもので、改訂稿と呼ばれる。従来の研究では、1782年に「アレグロ」が作曲され、同時に「ロンド（初稿）」も着手されたが未完で放置され、その後1787年に全面的に書き直す形で「ロンド（改訂稿）」が完成された、と考えられてきた。最近の研究では、そもそも「アレグロ」は1791年に書かれ、「ロンド（初稿）」も同時期に書かれたとされる。「ロンド（改訂稿）」については、モーツァルトの没後の1792年に弟子のフランツ・クサーヴァー・ジュースマイヤーが補筆完成させたものであると考えられている。これは現在ほぼ定説となっており、この説の普及と共に、改訂稿のロンドは「ジュスマイヤー版」と呼ばれることがある。
モーツァルトの4曲のホルン協奏曲のうち、ニ長調で書かれたのはこれが唯一である。概要で述べたように、モーツァルトがロイトゲープの技量の衰えを気遣って他の3曲より調号を下げたという見解がある。
ロンド楽章の速度記号は「アレグロ」であるが、独奏ホルンのみ「アダージョ」と記されている。通常これはモーツァルトのユーモアと解される。
ロンド（初稿）の譜面には、独奏ホルンの部分に、最初から最後までロイトゲープをからかうセリフが書かれている（モーツァルトによるものである）。楽曲の表情を実況中継したようなセリフであると指摘されることが多い。
ロンド（改訂稿、ジュースマイヤー版）の譜面には、ジュースマイヤーにより「ウィーン、聖金曜日、1792年」という日付が記されている。かつてこの改訂稿がモーツァルト自身の作曲だと考えられていた時期には、「モーツァルトがふざけて未来の（本人の死後の）日付を書いた」と解釈されていた。改訂稿の中間部では「エレミヤの哀歌」の旋律が奏でられ、ジュスマイヤーによるモーツァルトへの追悼の意の表れであるとされる。
古い時代の録音はほとんどすべて「アレグロ」と「ロンド（改訂稿）」によるものである。最近では、第2楽章として「ロンド（初稿）」の伴奏部分を補って演奏する機会も増えている。録音では初稿・改訂稿の両方を収録しているものも多い。

## 第2番 変ホ長調 K. 417
ホルン協奏曲第2番 (モーツァルト)を参照
以下の3つの楽章からなる。
1. アレグロ・マエストーソ、変ホ長調、4分の4拍子。
2. アンダンテ、変ロ長調、8分の3拍子。
3. ロンド：アレグロ、変ホ長調、8分の6拍子。

管弦楽の編成は、オーボエ2本、ホルン2本と弦楽合奏。全集版スコアでは、チェロ・ベースの譜面に「ファゴット・任意」という脚注が付されている。
1783年に作曲されたと考えられている。自筆譜面には「ろば・牡牛・馬鹿のロイトゲープを憐れんで」の書き込みがある。

## 第3番 変ホ長調 K. 447
ホルン協奏曲第3番 (モーツァルト)を参照
以下の3つの楽章からなる。
1. アレグロ、変ホ長調、4分の4拍子。
2. ロマンス：ラルゲット、変イ長調、2分の2拍子。
3. ロンド：アレグロ、変ホ長調、8分の6拍子。

管弦楽の編成は、クラリネット2本、ファゴット2本と弦楽合奏であり、特にクラリネットの使用は、モーツァルトの作品群の中でも目を引く。演奏時間は約15分。
従来の研究では1783年作曲とされていたが、近年の研究では、1787年作曲とされる。自筆譜の紙質・インク等の調査結果から推定されたものであり、最近ではこの説がほぼ定説となっている。ただしモーツァルトは1784年以降の作品を自作目録に記していたが、この作品は目録に記載がなく、疑問が残されている。
第1楽章展開部の複雑な和音進行や、第3楽章ロンドの第3主題で第2楽章第1主題が引用されることなど、手の込んだ作曲技法が使われており、4曲のホルン協奏曲の中では音楽的に最も充実しているとも評される。
概要でも述べたように独奏ホルンは高い音をあまり使わず、音域の点では易しく書かれているが、中音域で音程の取りにくい音（B♮ 3）が度々使われ、ナチュラルホルンのハンドストッピング奏法の点では高い技術が要求されている。
第1楽章の第2主題は、ピアノ協奏曲第21番に似ていると指摘されることが多い。
ミヒャエル・ハイドンはこの曲の第2楽章をホルン五重奏に編曲している。

## 第4番 変ホ長調 K. 495
ホルン協奏曲第4番 (モーツァルト)を参照
以下の3つの楽章からなる。
1. アレグロ・マエストーソ、変ホ長調、4分の4拍子。
2. ロマンス：アンダンテ・カンタービレ、変ロ長調、4分の3拍子。
3. ロンド：アレグロ・ヴィヴァーチェ、変ホ長調、8分の6拍子。

管弦楽の編成は、オーボエ2本、ホルン2本と弦楽合奏。全集版スコアでは、チェロ・ベースの譜面に「ファゴット・任意」という脚注が付されている。演奏時間は約16分。
モーツァルトの自作目録には1786年6月26日完成と書かれており、ロイトゲープのために作曲したと記されている。
この曲には現在ではほとんど演奏されない異稿が存在する。1802年にオッフェンバッハで出版された最初の出版譜に基づくもので、翌1803年にウィーンで出版された二番目の出版譜よりも全体で43小節短く、また所々で高い音や低い音が省かれ、技術的難易度が下げられている。モーツァルト全集は1803年ウィーンの原典の出版譜に基づいており、こちらが現在広く普及している譜面であるが、1802年出版の43小節短い異稿の方も新モーツァルト全集で付録として一部が紹介されている。古い安価な再版譜面の一部には、この異稿に基づくものも見られる。
自筆譜は第2楽章の22小節目以降と第3楽章の140小節目以降が現存し、第1楽章はすべて失われている。自筆譜の現存部には、赤・青・黒・緑の4色のインクを織り交ぜながら、やや見づらい形で書かれている場所がある。「曲想の変化に合わせて色を変えている」との指摘もあるが、単なるモーツァルトの気まぐれで深い意味はないだろうとする見解もある。4色インク使用については、上述の異稿の存在と合わせて、楽節単位で自由に省略可能な形になっていたのではないかとする指摘もある。
古い出版譜面では、独奏ホルンがトゥッティ部分でも伴奏の1番ホルンと同じ内容を吹き続けているものがある。これについては通奏低音の名残（ピアノ協奏曲でも同様の例がある）とする考え方もある。

## コンサートロンド 変ホ長調 K. 371
アレグロ、4分の2拍子による単一のロンド楽章である（『狩りのロンド』ではない）。1781年に作曲された。
独奏部分は完成しており、伴奏部分のスコア（オーボエ2、弦楽合奏）には未完成部分が多いが、それらを補筆して演奏される機会がしばしばある（ジョン・ハンフリーズ、ロバート・レヴィンの版あり）。
1989年、長い間紛失していた中間部の60小節の自筆譜が発見され、この曲の本来の姿がようやく判明した。それ以前は、この部分を欠落させたまま補筆・録音されていた（音楽的にそれほど不自然ではなかったため、欠落しているとは気づかれなかった）。
一般的には「コンサートロンド」と訳されるが「協奏風ロンド」、「コンチェルトロンド」などと訳されることもある。

## ホルン協奏曲 変ホ長調 K. 370b
4分の4拍子による単一のアレグロ楽章（断章）である。1781年頃に作曲された。管弦楽の編成は、オーボエ2本、ホルン2本と弦楽合奏。バラバラの状態で127小節が現存。
この曲については現在、曲（楽章）全体の譜面の存在が確認されておらず、またスコア自体にも未完成部分（伴奏部分）が多いので、曲の全体像が把握されているとは言い難い。これは、1856年に息子のカール・トーマスが父の生誕百年祭に自筆譜をバラバラにして数人に献呈したために散逸し、現在では一部が失われたためである。
前記のコンサートロンドと合わせて、一つの協奏曲になることを意図していたのではないかとの説もある。独奏ホルンパートには、前打音からいきなりオクターブ跳躍するなど、モーツァルトのその後のホルン協奏曲では見られないような用法がある。
譜面が欠落していることもあり、一般的な演奏機会はほとんどないが、モーツァルトのホルン協奏曲全曲を録音する際、余白に録音されることがある。その場合、現存する譜面部分を尊重して最小限の補筆で演奏される場合と、展開部などを大々的に追加作曲して演奏される場合とがある。

## ホルン協奏曲 ホ長調 K. 494a
4分の4拍子による単一のアレグロ楽章（断章）であり、1785年か1786年に着手されたが、作曲が途中で放棄されたと思われる。現在残されているのは、冒頭91小節のみであり、更に82小節以降は独奏ホルン部分しか残されていない。ホ長調によるホルン協奏曲は、この曲のみである。
曲が途中までしか存在しないこともあり、一般的な演奏機会はほとんどないが、モーツァルトのホルン協奏曲全曲を録音する際に、余白に同時に録音されるケースがある。その場合も、譜面が存在している箇所のみを演奏する（つまり尻切れとんぼで曲を終わる）場合と、中間部分から曲の終結までを追加作曲したもので演奏する場合とがある。

## 実演と録音
ホルン奏者にとっては真っ先に修める最も重要なレパートリーであり、録音も非常に多い。実演での演奏機会も多く、特に第3番と第4番の演奏は多い。
録音としては古くはデニス・ブレインによる1954年のモノラル録音（カラヤン指揮フィルハーモニア管弦楽団伴奏）が有名であるが、第1番は改訂稿であり、断章は全く演奏していない。
断章を含めた全品録音はブレインの弟子であるバリー・タックウェル(Hr、指揮)による1983年の録音（イギリス室内管弦楽団伴奏）が最も古い。その後、複数のホルン奏者が同様の試みを行っている。
第1番の第2楽章は、古い録音はほとんど全て改訂稿（ジュースマイヤー版）による。最近では初稿による演奏も増えている。
第4番の異稿を用いた録音は極めて少なく、ペーター・ダムによる1974年の録音（ブロムシュテット指揮シュターツカペレ・ドレスデン伴奏）で聴くことができる程度である。ただし異稿に基づくペーター・ダム独自の校訂であり、モーツァルト新全集に付録として収録されている譜面とは若干異なる。
コンサートロンド K. 371は、上述の1989年に発見された中間の60小節が古い録音には含まれていない。
断章のK. 370bおよびK. 494a については、オランダのホルン奏者ヘルマン・ユーリセンが追加作曲し、それぞれ「ホルン協奏曲第5番」・「ホルン協奏曲第6番」と称してレコーディングされたこともある。譜面も出版された。ただし一般的に評価を得たとは言い難い。

### ナチュラル・ホルンと古楽器による録音
上述の通り、これらの曲は本来バルブのないナチュラルホルンのために作曲されている。現在ではバルブホルンで演奏されることが多いが、ナチュラルホルンで実演・録音を試みる例も増えている。
ナチュラルホルンによる録音はメイソン・ジョーンズによる1961年の録音（オーマンディ指揮フィラデルフィア管弦楽団伴奏）に遡る。ただしこれは4曲のうち第1番の第2楽章だけナチュラルホルンを使用し、残りは現代のバルブホルンを使用したものである。
ナチュラルホルンによる全曲録音は、ヘルマン・バウマンによる1973年の演奏が最初となる。以下にナチュラルホルンによる全曲録音を年代順に示す。
- ヘルマン・バウマン (Hr)、ニコラウス・アーノンクール指揮、ウィーン・コンツェントゥス・ムジクス、1973年録音
  - ナチュラルホルンによる最初の全曲録音。第1番の第2楽章は改訂版を使用。断章は録音に含まれていない。

- アンソニー・ハルステッド (Hr)、ロイ・グッドマン指揮、ハノーヴァー・バンド、1987年録音
  - 第1番の第2楽章は初稿版。断章 K. 494aも収録（いずれもジョン・ハンフリーズによる再構成）。

- ローウェル・グリアー (Lowell Greer, Hr)、ニコラス・マッギガン指揮、フィルハーモニア・バロック管弦楽団、1988年録音
  - 第1番の第2楽章は初稿と第2稿の両方を収録。またコンサートロンド K. 371を収録。

- ティモシー・ブラウン (Hr)、シギスヴァルト・クイケン指揮、エイジ・オブ・インライトゥメント管弦楽団、1989年録音
  - コンサートロンド K. 371と断章 K. 494aも収録。

- アプ・コスター (Ab Koster, Hr)、ブルーノ・ヴァイル指揮、ターフェルムジーク・バロック管弦楽団、1992年録音
  - コンサートロンド K. 371も収録。

- アンソニー・ハルステッド (Hr)、クリストファー・ホグウッド指揮、エンシェント室内管弦楽団、1993年録音
  - 第1番の第2楽章は初稿版とジュースマイヤー版のK. 514の両方を収録。コンサートロンド K. 371も収録（こちらもジョン・ハンフリーズによる再構成）。

- パウル・ヴァン・ゼルム (Hr)、コンバッティメント・コンソート・アムステルダム、2005年録音

- ロジャー・モンゴメリー (Roger Montgomery, Hr)、マーガレット・フォートレス (Margaret Faultless) 指揮エイジ・オブ・インライトゥメント管弦楽団、2012年録音